# Jacob Refael Cohen Belinfante
Jacob Refael Cohen Belinfante (* 1708 in Amsterdam; † am 26. Juni 1761 in Altona) war ein niederländischer Chasan und Illustrator.

## Leben und Wirken
Jacob Refael Cohen Belinfante war ein Enkel von Meir Cohen Belinfante (1653–1721), dessen Vorfahren 1526 von der Iberischen Halbinsel nach Belgrad geflohen waren. Aufgrund der Besetzung Belgrads durch österreichische Truppen ging Meir Cohen Belinfante 1688 mit seinen beiden Söhnen Sadik und Joseph (* 1676 in Belgrad) nach Amsterdam. Hier wurde Jacob Refael Cohen Belinfante 1708 als Sohn von Joseph Cohen Belinfante und Paloma Mingana geboren. Er besuchte eine Talmudschule und heiratete dort 1730 Hana, die eine Tochter von Sadik Belinfante war.
Um 1745 ging er nach Hamburg, wo mehrere Familienmitglieder seit längerer Zeit sesshaft waren. In der Hansestadt übernahm er die Stellen des Chasan und Sofers der dortigen Jüdischen Gemeinde und verfasste während dieser Zeit mehrere Schriften. Jacob Refael Cohen Belinfante wurde auf dem Portugiesenfriedhof beigesetzt. Auf seinem Grabstein ist ein achtzeiliges Gedicht in portugiesischer Sprache zu lesen. Der Grabstein seiner Ehefrau ist nicht erhalten geblieben.

## Werke
Während seiner Zeit in Hamburg verfasste Cohen Belinfante zwei Hochzeitsgedichte, die er mit Bildern versah. Das erste Gedicht galt dem Hochzeitspaar Mose Abudiente und Rahel Curiel und zeigte den Bräutigam in einem Nanking und dessen Gattin in einem Schäferkostüm. Außerdem zeigte es den Schwiegervater, der als Prediger gekleidet war. Das zweite Gedicht galt der Heirat von Simson Abudiente und Ribca Curiel. Der Bräutigam nebst seinen Eltern stand dabei vor einer Abbildung des Rätsels des Samson. Ribca Curiel befand sich an einem Brunnen, zu dem Eliezer zurückkehrte. Beide Werke gelten heute als verschollen. Außerdem fertigte Cohen Belinfante eine Megillat Esther an, die in Portugal zu sehen ist.
Im Jahr 1753 erstellte Cohen Belinfante sein wichtigstes Werk. Es handelte sich dabei um ein Mihagimbuch („Buch der Traditionen“), das er mit Abbildungen aus dem Leben Jakobs versah. Die portugiesisch-jüdische Gemeinde nutzte das Buch bis 1939. Auch von David Meldola ist bekannt, dass er es während seiner Zeit am Hamburger Tempel einsah. Das Manuskript wurde nach dem Zweiten Weltkrieg auf verworrenen Wegen nach Jerusalem gebracht und befindet sich in der Bibliothek des Ben-Zvi Institutes.